# Kalkwijk (waterschap)
Kalkwijk is een voormalig kanaalwaterschap in de provincie Groningen.
Het waterschap werd opgericht om het Kalkwijksterdiep te verbeteren en te onderhouden. De gronden die moesten bijdragen in de kosten lagen binnen de schappen Hoenpolder, De Rustplaats (gedeeltelijk), de Kleinemeer (gedeeltelijk) en de Borgercompagnie-Westkant. 
Waterstaatkundig gezien ligt het gebied tegenwoordig binnen dat van het waterschap Hunze en Aa's.